# René Le Senne
René Le Senne(ur. 8 lipca 1882 w Elbeuf-sur-Seine, zm. 1 października 1954 w Neuilly-sur-Seine) – filozof francuski uznawany za przedstawiciela filozofii ducha. Zajmował się także psychologią.

## Życie
René le Senne urodził się w 1882 roku w Elbeuf-sur-Seine. Okres licealny (1896-1899) spędził w Paryżu, uczęszczał do liceum Condorceta. Od 1903, do 1906 roku uczył się w École Normale, gdzie poznał między innymi Léona Brunschvicga. W 1912 ożenił się z Cécile Alier. W 1915 roku został zmobilizowany, jednak, z powodu choroby, został przesunięty do służb pomocniczych. Do 1923 roku uczył w liceum Thieres de Marseille, później przeniósł się do placówek paryskich – uczył między innymi Simone Weil. W 1931 obronił doktorat na podstawie rozprawy Le devoir i rozprawy uzupełniającej Le mensonge et le caractère. W latach 1931–1941 wykładał w École normale supérieure. Od 1934, wraz z Louisem Lavellem, wydawał serię Philosophie de l'Esprit. W latach 1942–1952 był profesorem Sorbony. W 1947 roku uzyskał doktorat honoris causa uniwersytetu w Louvain. W 1951 otrzymał Legię Honorową. Od 1952 był na emeryturze. Zmarł w 1954 roku.